# Ursula Haas
Ursula Haas (* 2. April 1943 in Aussig) ist eine deutsche Schriftstellerin und Librettistin.

## Leben
Ursula Haas ist die Tochter des Anwalts und Komponisten Alfred Richter und seiner Frau Liselotte. Sie wuchs ab 1945 in Düsseldorf und 1956 in Bonn auf und studierte Geschichte, Germanistik und Pädagogik in Bonn und Freiburg. Nach ihrer Referendarzeit in München entschied sie sich gegen den Schuldienst, gab Privatunterricht und begann zu schreiben.
Aus ihrer 1967 geschlossenen Ehe mit dem Chirurgen Werner Haas (1942–1998) gingen eine Tochter (* 1968) und ein Sohn (* 1971) hervor. Mitte der 1990er Jahre wurde die Ehe geschieden.
Ursula Haas lebt und arbeitet in München als freie Schriftstellerin in den Genres Lyrik, Roman, Erzählung, Drama und Essay. Ihre Gedichte wurden in zahlreiche Sprachen übersetzt. Neben ihrer literarischen Arbeit verfasst Ursula Haas Libretti, u. a. für die Oper „Freispruch für Medea“ von Rolf Liebermann (Uraufführung 1995 in der Hamburger Staatsoper, Uraufführung der 2. Fassung 2002 in der Opéra Bastille in Paris) und musikbegleitende Texte zu konzertanten Mozart- und Verdi-Opern. Sie erhielt mehrere Preise, so für ihre Lyrik das Literaturstipendium der Landeshauptstadt München und  ein Stipendium der Thyll-Dürr-Stiftung für den Liederzyklus „Getäuscht hat sich der Albatros“. Zu den Veröffentlichungen der Schriftstellerin und Librettistin zählen der Lyrikband „Ich kröne dich mit Schnee“ sowie der Roman „Drei Frauen“. Seit 1995 arbeitet Ursula Haas auch mit dem Schweizer Polit-Künstler Beat Toniolo an unterschiedlichen, spartenübergreifenden Kunst- und Kulturprojekten zusammen.
Ursula Haas gibt in ihrer eigenen Schreibwerkstatt Seminare in literarischem und kreativem Schreiben, so an der VHS München und Starnberg sowie an der Palacký-Universität Olomouc in Tschechien. Parallel coacht sie junge Autoren.
Haas ist seit 2006 ordentliches Mitglied der Klasse der Künste und Kunstwissenschaften der Sudetendeutschen Akademie der Wissenschaften und Künste und war von 2018 bis 2024 Vizepräsidentin der Akademie.

## Werke
Prosa
- Klabund, Klabund oder Möglichkeiten der Auflösung. Haidhauser Werkstat(t)texte, München 1983, ISBN 3-9800423-4-0.
- Abschiedsgeschichten. Erzählungen. Limes, Wiesbaden 1984, ISBN 3-8090-2219-5.
- Freispruch für Medea. Roman. Limes, Wiesbaden, München 1987, ISBN 3-8090-2251-9.
- Ursula Haas als Ghostwriterin des Parkinsonkranken Luitgard Tremel: Über Nacht. Autobiographie. Oppenber, Duisburg 2005.[3]
- Drei Frauen. Roman. Kyrene, Innsbruck 2009, ISBN 978-3-900009-55-7.
- Busenfreundinnen. Geschichten zu Lust und Brust. A1 Verlag, München 2014, ISBN 978-3-940666-55-0.
- Zerzauste Tage: Ein Jahr der Wirklichkeiten. edition bodoni 2020, ISBN 978-3-947913-09-1.
- Beitrag in:  Peter Czoik (Hrsg.): Dekameron 21.0 – Zehn Schlaglichter auf eine Krise. Verlag Könighausen & Neuman, 2021, ISBN 978-3-8260-7295-6.
- Ich bin mein Werk: Geschichten zu Kunst und Künstlern. Edition Bodon, 2023, ISBN 978-3-947913-42-8.

Gedichte
- Wir schlafen auf dem Mund. Gedichte über die Liebe. A1, München 1993, ISBN 978-3-927743-13-7.
- Poems/Versuri. Gedichte auf Deutsch und Rumänisch. Barbulescu, München 1998.
- Itimad. Freuden und Klagen. Ghasele. Nora Handpresse, Düsseldorf 2008.
- Ich kröne dich mit Schnee. Gedichte und Ghasele. Sankt Michaelsbund, München 2009, ISBN 978-3-939905-38-7.
- Wortfisch im grünen Aquarium. Gedichte und Poesien. dition bodoni 2017, ISBN 978-3-940781-86-4.

Theater
- Das Kind, die Toten und ein Hund. Theaterstück. Uraufführung Tonhallenfabrik Schaffhausen/Schweiz 1995. Neufassung des Stückes als multimediale Theaterperformance August 2003, Alte Kirche von Boswil/Aargau/Schweiz.
- Secondhand oder ein Dichter trägt Spitze. Theaterfarce in sieben Szenen. Stora, München 1996.
- Nur die Heimat kann sein, was ich werden will. Inszenierte Performance für drei Schauspieler und ein Cello. Uraufführung Gundeldinger Kunsthalle, Basel 2001, Regie: Beat Toniolo.
- Du bist. Polittexte (Ursula Haas) und Videoinstallationen/Musik (Beat Toniolo). Uraufgeführt zum 1. Wort- und BildFestifall am Rheinfall von Schaffhausen/Schweiz 2003.
- Schiller und wir, eine moderne Collage. Theaterstück zum Schillerjahr 2005. Uraufgeführt zum 2. Wort- und BildFestifall am Rheinfall von Schaffhausen/Schweiz.[4]
- Von Prometheus bis Davos. Eine Collage über Katia Mann für zwei Schauspieler und zwei Musiker (Geige, Akkordeon), Anlass: 100 Jahre des Aufenthalts von Katia und Thomas Mann in Davos. Mit Originalbildern und Filmausschnitten aus dem Leben der Manns. Regie: Beat Toniolo. Uraufführung am 27. März 2012 im Waldhotel Davos.
- Tell trifft Wagner – Begegnungen am Vierwaldstättersee, Theaterstück mit Musik (Betrand Roulet, Richard Wagner). Regie: Meret Matter. Freilichtaufführungen auf dem Seelisberg-Rütli-Festival, Seelisberg. Uraufführung am 31. Juli 2013
- LegendenBildung. Die heilige Cäcilie im Dialog mit Thomas von Aquin. Gemeinsamer Text zusammen mit Anton Leiss-Huber. Uraufführung im Rahmen der „Paradisi-Gloria-Reihe“ des Münchner Rundfunkorchesters am 3. März 2023 in der Münchner Herz-Jesu-Kirche
- Also sprach Maria Magdalena – Ein Monolog von heute. 3. Paradisi Gloria Konzert des Bayerischen Rundfunks, Herz Jesu Kirche, München, 15. Juni 2023, Laura Maire (Rezitation)
- Heilsame Begegnung – Eine Szene mit Maria, Elisabet und einer Erzählerin. Patronatsgottesdienst zu Maria Heimsuchung in St. Benno München, 2. Juli 2023

Musiktheater
- Flöten des Lichts. Libretto für Adriana Hölszky. Konzertantes Stück für Sopran, Bläser und Percussions-Instrumente. Uraufführung Heidelberg 1990, Festival der Komponistinnen.
- Medea Monolog. Libretto für Rolf Liebermann. Konzert für dramatischen Sopran, großes Orchester, Frauenchor. Uraufführung 1990, Musikhalle Hamburg, Dirigent: Gerd Albrecht, Sopran: Françoise Pollet.
- Freispruch für Medea. Libretto für Rolf Liebermann. 2-aktige Oper. Uraufführung 1995, Staatsoper Hamburg, Regie: Ruth Berghaus, Musikalische Leitung: Gerd Albrecht, Sänger: Françoise Pollet, Aage Haugland, Jochen Kowalski.[5]
- Boehlendorff. Libretto für Paul Engel. Kammeroper nach der Erzählung von Johannes Bobrowski. Nordsee-Orgel-Festival, Cuxhaven 1998.
- Medea. Libretto für Rolf Liebermann. 3-aktige Oper (Endfassung). Erstaufführung 2001, Stadttheater Bern, Regie: Philippe Godefroid/Françoise Terrone, Musikalische Leitung: Daniel Klajner, Sänger: Joanna Porackova, Scott Wilde, Robert Odgen, Berner Symphonie-Orchester, Chor des Stadttheaters Bern.[6][7]
- Medea. Libretto für Rolf Liebermann. Uraufführung 2002. Opéra Bastille Paris, Regie: Jorge Lavelli, Musikalische Leitung: Daniel Klajner, Bühnenbild: Agostino Pace, Kostüme: Graciela Galán, Sänger: Jeanne-Michèle Charbonnet, Petri Lindroos, Lawrence Zazzo, Chor und Orchester der Pariser Oper.[8]
- In Zwischen. Libretto für Karola Obermüller. Sieben Lieder für Sopran und Ensemble. Uraufführung am 6. Oktober 2004 im Orff-Zentrum München mit Petra Hoffmann, Sopran, und dem Ensemble avantage unter der Leitung von Jeremias Schwarzer.
- Getäuscht hat sich der Albatros. Libretto für Paul Engel. Gesänge nach Texten von Ursula Haas für Bariton und Klaviertrio, 2005, Philharmonie im Gasteig, 2007.
- Brennender Balsam. Libretto für Widmar Hader. Epische Ballade für mittlere Singstimme und Klavier zur 600-Jahr-Feier der Alma Mater Lipsiensis in Leipzig 2009. Laurentius, Frankfurt am Main 2009, LMV 143.

## Preise und Stipendien
- 1987: Förderstipendium des Adalbert Stifter Vereins
- 1993: Literaturstipendium der Landeshauptstadt München
- 1994: Sudetendeutscher Literaturpreis
- 1999: Stipendium des Deutsch-Italienischen Zentrums in der Villa Vigoni, Loveno di Menaggio/Comersee, Italien
- 1999: Literaturpreis der Künstlergilde, Esslingen
- 2001: Stipendium Foreningen Brechts Hus, Svendborg, Dänemark
- 2004: Lyrikpreis der Künstlergilde Esslingen
- 2005: Arbeitsstipendium der Schweizer Dr. Robert und Lina Thyll-Dürr Stiftung für die Librettoarbeit Albatros und für neue literarische Arbeiten in der Casa Zia Lina/Elba
- 2006: Mitglied der Sudetendeutschen Akademie der Wissenschaften und Künste
- 2010: Nikolaus-Lenau-Preis für Lyrik der Internationalen Lenau-Gesellschaft für den Lyrikband Ich kröne dich mit Schnee
- 2024: Pro Meritis Medaille der Sudetendeutschen Akademie der Wissenschaften und Künste, München[9]
- 2025: Förderstipendium des Adalbert Stifter Vereins[10]
- 2025: Andreas-Gryphius-Preis (Ehrenpreis)[11]

## Pressestimmen
- „Bei ‚Drei Frauen‘ […] öffnen sich unter dieser Verknotung bald schon in subtiler, gerader Sprache evozierte psychologische Tiefen, in denen die drei Figuren eine fast süchtig machende Plastizität gewinnen.“ (Neue Zürcher Zeitung, 1. Oktober 2009)
- „‚Drei Frauen‘ erzählt umsichtig und mit Hingabe vom Versuch, ein künstlerisch dichtes Leben zu führen und dabei das Leben selbst nicht aus dem Auge zu lassen.“ (Tiroler Gegenwartsliteratur, 1168, 2009)
- „Médée contemporaine. […] Liebermann et la librettiste Ursula Haas ont relu le mythe la magicienne infanticide à la lumière du XXe siècle. Ce n’est plus la belle Créüse, mais Créon, devenant l’amant de Jason, qui meurt dans la robe ensorelée, et Médée reste seule, bénéficiant d’un non-lieu, qui résume notre époque.“ (Le Monde de la musique, Februar 2002, zur Oper „Medea“ in der Opéra Bastille, Paris)
- „In a modern ‚Medea‘, Jason feels free in the arms of a prince. […] the first explicitly homosexual opera. In an essay in the Bastille Opera’s program […] Dominique Fernandez, a novellist and musiccritic, says this is what distinguishes ‚Medea‘. ‚Medea‘, he writes, ‚for the first time, two men sing of their love, without disguise or evasion.‘“ (New York Times, 27. Februar 2002)
- „‚Medea‘ ist ein Werk der Gegensätze. Das Textbuch der deutschen Schriftstellerin Ursula Haas nach ihrem Roman ‚Freispruch für Medea‘ wirft die seit Euripides und Appolonius von Rhodos über Corneille, Grillparzer, Cherubini bis Heiner Müller bekannte Geschichte um, denn Jason verlässt Medea für den jungen Apollo-Priester Kreon (nicht für Kreusa/Glauke). Haas streicht krass diese Gegensätze der vorhistorischen Epoche der Handlung heraus: Okzident-Orient, Dionysos-Apollo, ‚Zivilisierte‘ (weiße griechische Argonauten), ‚Barbaren‘ (schwarze kolchische Frauen), Patriarchat-Matriarchat, Heterosexualität-Homosexualität. Ursula Haas hat diese Gegensätze in die Handlung der 75-Minuten-Oper mit ungewöhnlich dichter, vielschichtiger Aktion eingebaut.“ (Der Neue Merker, März 2002)